# Paweł Milcarek
 (juin 2020).
Si vous disposez d'ouvrages ou d'articles de référence ou si vous connaissez des sites web de qualité traitant du thème abordé ici, merci de compléter l'article en donnant les références utiles à sa vérifiabilité et en les liant à la section « Notes et références ».
Paweł Milcarek, né en 1966 à Varsovie, est un philosophe, historien et journaliste polonais, fondateur et rédacteur en chef de la revue trimestrielle Christianitas.
Il est l’un des leaders du renouveau de la liturgie catholique traditionnelle en Pologne.

## Biographie
Diplômé de l’Université de Varsovie (histoire) et de l’Académie de théologie catholique de Varsovie (philosophie chrétienne), Paweł Milcarek était maître de conférences à l’Université Cardinal Stefan Wyszyński de Varsovie et ensuite directeur de la Chaîne Deux ("Dwójka") de la Radio nationale polonaise.
Depuis 1995, il participe activement au mouvement pour l’accès à la liturgie latine dans l’Église polonaise. En 1999, il fonde - entre autres avec l’éditeur Bogusław Kiernicki - la revue d’analyses religieuses, sociales et de civilisation Christianitas. Il intervient à des colloques internationaux consacrés aux initiatives liturgiques, dont ceux organisés par le Centre international d'études liturgiques et par l’abbaye de Fontgombault. 
Paweł Milcarek est également l’auteur de nombreux commentaires sur l'actualité politique et sociale publiés dans les périodiques catholiques et conservateurs tels que Niedziela, Przewodnik Katolicki, Rzeczpospolita. Il est traducteur en français et en latin.
En 2005, il était membre du comité d’honneur pour le soutien de Lech Kaczyński lors des élections présidentielles. Dans les années 2005-2007, il était conseiller du Maréchal de la Diète polonaise Marek Jurek.

## Œuvres

### En français
- Avec Dom Antoine Forgeot, En toute simplicité : Conversations avec l'abbé émérite de Fontgombault, Association Petrus A Stella, Fontgombault, mai 2022, 382 p.  (ISBN 978-2-91076957-4).

### En polonais
- (pl) Filozoficzna teoria ciała ludzkiego w pismach św. Tomasza z Akwinu (traduction : Théorie philosophique du corps humain dans les écrits de saint Thomas d’Aquin) - thèse de doctorat soutenue à l’Académie de théologie catholique de Varsovie. Warszawa 1994
- (pl) Przez tysiąclecia i wieki. Podręcznik klas 1-3 gimnazjum (traduction : À travers les millénaires et les siècles. Manuel d’histoire pour le collège (en collaboration avec Grzegorz Kucharczyk et Marek Robak), Warszawa 2002
- (pl) Odkryj Różaniec (traduction : Découvre le Rosaire),  Poznań 2004
- (pl) Od istoty do istnienia. Tworzenie się metafizyki egzystencjalnej wewnątrz łacińskiej tradycji filozofii chrześcijańskiej (traduction : De l’essence à l’existence. Formation d’une métaphysique existentielle au sein de la tradition latine de la philosophie chrétienne), Warszawa 2008
- (pl) Historia Mszy. Przewodnik po dziejach liturgii rzymskiej. (traduction : Histoire de la Messe. Guide historique de la liturgie romaine), Dębogóra 2009.
- (pl) Według Boga czy według świata? O stanie liturgii i wiary... (traduction : Selon Dieu ou selon le monde ? Sur l'état de la liturgie et de la foi...), Dębogóra, 2011.

## Sources et références
- (pl) Cet article est partiellement ou en totalité issu de l’article de Wikipédia en polonais intitulé « Paweł Milcarek » (voir la liste des auteurs).